# (486) Cremona
Pour les articles homonymes, voir Cremona.
(486) Cremona est un astéroïde de la ceinture principale découvert par Luigi Carnera le 11 mai 1902.